# Tầng Northgrip
| Hệ/ Kỷ | Thống/ Thế | Bậc/ Kỳ             | Tuổi (Ka) | Tuổi (Ka) |
| --- | ---------- | ------------------- | --------- | --------- |
| Đệ Tứ | Holocen    | Meghalaya           | 0         | 4,250     |
| Đệ Tứ | Holocen    | Northgrip           | 4,250     | 8,236     |
| Đệ Tứ | Holocen    | Greenland           | 8,236     | 11,70     |
| Đệ Tứ | Pleistocen | 'Trên'/Muộn         | 11,70     | 129,0     |
| Đệ Tứ | Pleistocen | Chibania hay 'Giữa' | 129,0     | 774,0     |
| Đệ Tứ | Pleistocen | Calabria            | 774       | 1.806     |
| Đệ Tứ | Pleistocen | Gelasia             | 1.806     | 2.588     |
| Tân Cận | Pliocen    | Piacenza            | 2.588     | 3.600     |
| Ghi chú và tham khảoSubdivision of the Quaternary Period according to the ICS, as of May 2019. For the Holocene, dates are relative to the year 2000 (e.g. Greenlandian began 11,700 years before 2000). For the beginning of the Northgrippian a date of 8,236 years before 2000 has been set. The Meghalayan has been set to begin 4,250 years before 2000. 'Tarantian' is an informal, unofficial name proposed for a stage/age to replace the equally informal, unofficial 'Upper Pleistocene' subseries/subepoch. In Europe and North America, the Holocene is subdivided into Preboreal, Boreal, Atlantic, Subboreal, and Subatlantic stages of the Blytt–Sernander time scale. There are many regional subdivisions for the Upper or Late Pleistocene; usually these represent locally recognized cold (glacial) and warm (interglacial) periods. The last glacial period ends with the cold Younger Dryas substage. |            |                     |           |           |

Tầng Northgrip trong niên đại địa chất là kỳ giữa của thế Holocen, và trong thời địa tầng học là bậc trên của thống Holocen thuộc hệ Đệ Tứ. Kỳ Northgrip tồn tại từ 8.236 năm trước năm 2000, gần với sự kiện 8,2 kiloannum, đến 4.250 năm trước năm 2000 khi bắt đầu Meghalaya.
Kỳ Northgrip kế tục kỳ Greenland, và tiếp sau là kỳ Meghalaya của cùng thế Holocen.
Kỳ đã được Ủy ban Địa tầng Quốc tế chính thức phê chuẩn vào tháng 6 năm 2018 cùng với các kỳ Greenland trước đó và kỳ Meghalaya sau đó. Tên tầng lấy từ tên NorthGRIP (Dự án lõi băng Bắc Greenland).